# ベナン＝トーゴ国境

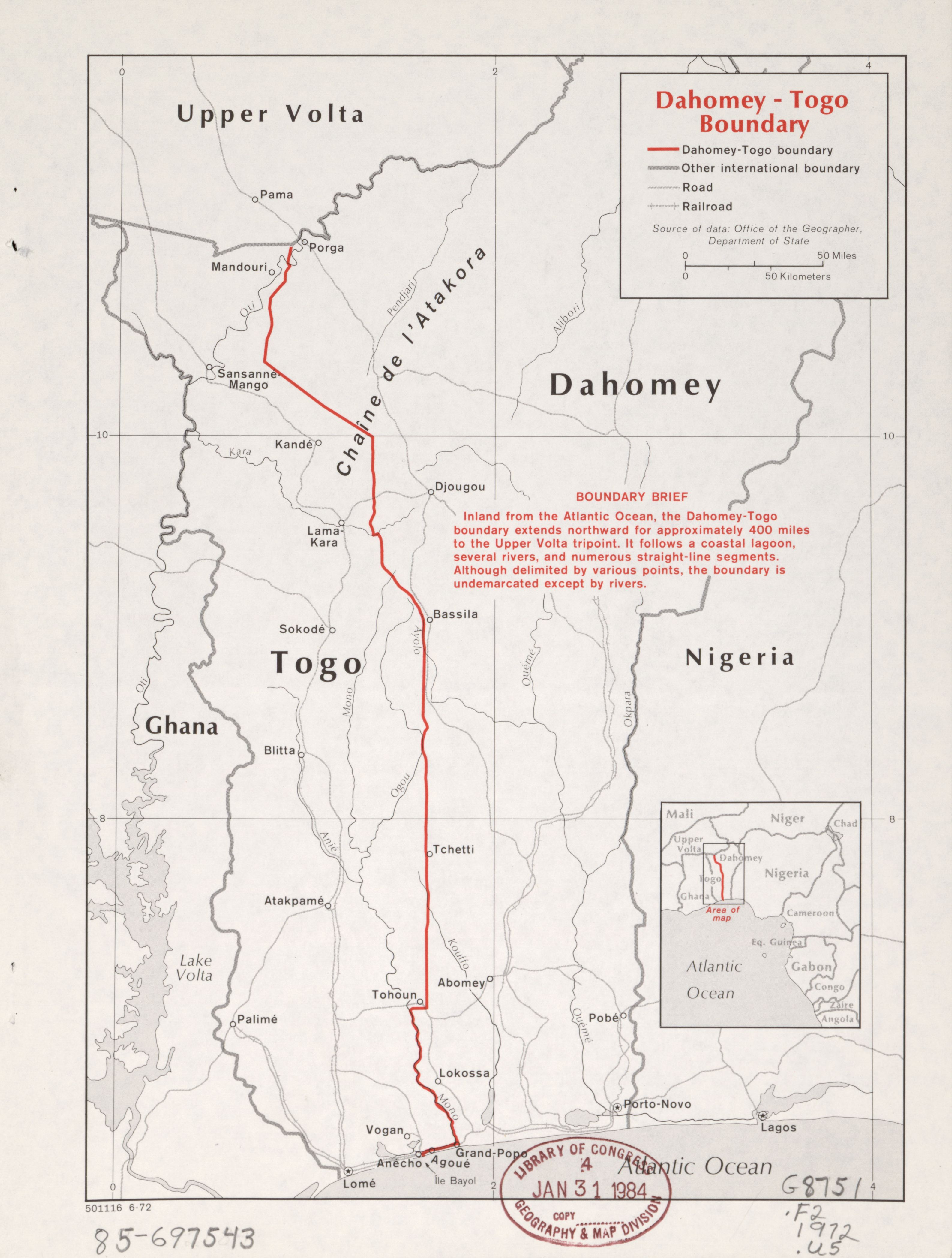
ベナン＝トーゴ国境の地図

ベナン＝トーゴ国境は北端はブルキナファソとの三国国境から、南端はベニン湾に至るまで、651キロメートルの間に位置する。

## 概要
国境の北端はブルキナファソとの三国国境である。陸を南西に進み、グランド・ナモーニ近くで南東へと曲がる。ガンド (ベナン)付近で急激に南向きに変化し、その後はほぼ直線のように南下する。一部分ではオグ川や、最南端ではモノ川のような川に沿って国境が形成される。ベナン最高点とされるソクバロ山は国境線の近くに位置する。さらに南下すると国境線は大西洋に到達する前に西方向に変化する。この国境を境にベナン側にはグラン・ポポやイラコンジを含む細い領土が形成されている。

## 歴史
19世紀後半、フランスは西アフリカの海岸に小さな交易拠点を築き始めた。1851年、現在のベナン南部に存在したダホメ王国とフランスとの間で友好条約が締結された。1863年、ポルト＝ノーヴォの地にフランスの保護国が設立された。1894年、ダホメ王国を滅ぼしたフランスはフランス領ダホメの建国を宣言した。1899年にはより大きな植民地連邦であるフランス領西アフリカに編入された。1880年代になるとアフリカ分割として知られるヨーロッパ列強による領土拡張の競争は激しさを増した。ドイツがアフリカでの植民地獲得に関心を持ち始め、1884年7月、現在のトーゴの海岸沿いの首長たちと条約を結んだ。フランスは翌年この領土請求を認めた。国境の最南端の地帯については口頭手続きの上で1887年に取り決めがなされ、残りの国境については1897年7月のフランス・ドイツ間で結ばれた議定書によって決定した。より詳細な国境に関する条約は1912年9月に締結された。
第一次世界大戦中ドイツ領トーゴラントは協商国軍によって征服され（トーゴランド作戦）、イギリスとフランスによる委任統治が行われることとなった。1956年の国民投票により、同年イギリス領トーゴランドはイギリス領ゴールド・コーストに編入され、翌年ガーナとして独立を果たす。フランス領トーゴランドではフランスの支配が続いていたが、フランスも脱植民地化を始めており、ついに1958年にフランス共同体の域内のアフリカ領土に広範な国内の自治権が与えられることとなる。フランス領トーゴランドは1960年4月27日トーゴとして独立の達成が宣言され、ダホメ共和国が続き、両国間の国際的な国境線が宣言された。

## 国境線近くの都市・集落

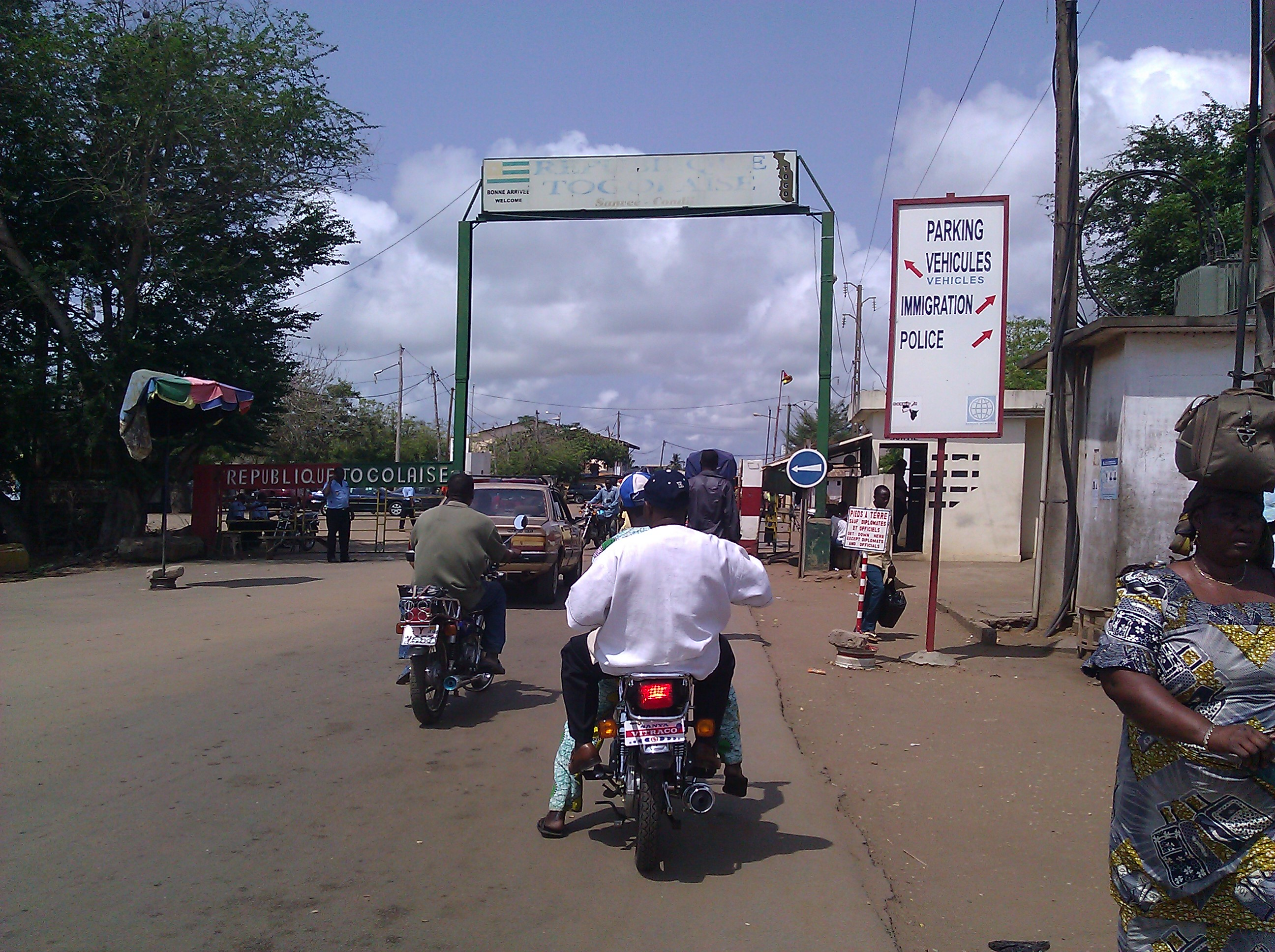
イラコンジの国境線

### ベナン
- セメフン・ナンブリ
- コウントゥリ
- ブーコンベ・ゾンゴ
- コッソコウアンゴウ
- チュミ・チュミ（英語版）
- ブーコンベ
- コナドゥグー
- ドンパゴ
- オアケ（英語版）
- ドウメ
- セメレ
- アレジョ・クハ（英語版）Aledjo-Koura
- ペネロン（英語版）
- バシラ（英語版）
- チェッチ（英語版）
- アプラウエ
- アチメ（英語版）
- アジャー（英語版）
- アグバナケン
- アグエ（英語版）
- グラン・ポポ（英語版）
- イラコンジ

### トーゴ
- モンドゥリ（英語版）
- グランド・ナモニ
- ガンド
- ソラ（英語版）
- パグダ（英語版）
- クペクプレメ
- ケタオ（英語版）
- バロンカ
- クスントゥ